# 귀녀

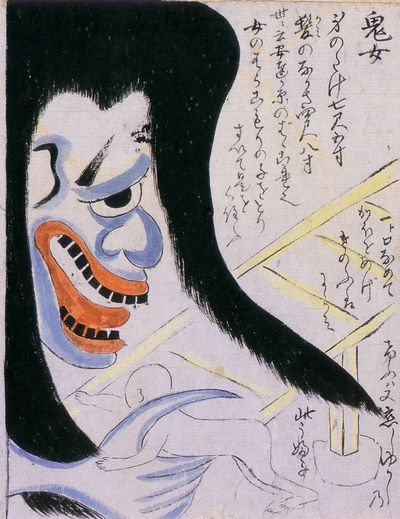
『토사 오바케 초지』(저자 불명)의 「귀녀」

귀녀(일본어: 鬼女 키죠[*])는 일본에 전승되는 여자 오니다.
일반적으로 인간 여성이 원념에 의해 오니로 탈바꿈한 것으로 여겨지며, 그 중에서도 젊은 여성을 귀녀(鬼女), 늙은 것은 오니바바(鬼婆)라고 한다. 귀녀는 일본의 고전 이야기, 옛날 이야기, 전설, 예능 등에 흔히 등장하며, 유명한 것으로 시나노국 도가쿠시촌·기나사촌(오늘날의 나가노현 나가노시)의 모미지 전설, 스즈카산맥의 스즈카 고젠 등이 있다. 유명한 오니바바로는 아다치가하라의 쿠로즈카 등이 있다. 도사국(오늘날의 고치현)의 요괴담을 수록한 『도사 오바케 초지』(저자 미상)의 「귀녀」에는 “신장 7척 5촌(230 cm), 머리 크기 4척 8촌(150 cm)의 귀녀가 임산부의 태아를 잡아먹었다”는 설명이 달려 있다. 이것은 본래 후쿠시마현이 발상지인 아다치가하라 이야기가 도사에 전해져서 현지 이야기와 섞여 구전된 것이다.
오니처럼 심보가 고약한 여성 혹은 무섭게 화가 난 여성을 귀녀 혹은 오니바바라 부르기도 한다.